# Nefropatia endemica balcanica
La nefropatia endemica balcanica (o NEB), nota anche come nefropatia endemica familiare danubiana, o più semplicemente nefropatia balcanica, è una forma di nefropatia tubulointerstiziale. Fu identificata per la prima volta negli anni venti, all'interno di numerose piccole comunità lungo il corso del Danubio e dei suoi maggiori tributari, nelle odierne Croazia, Bosnia, Serbia, Romania e Bulgaria. Ciò che colpisce maggiormente di questa malattia è la sua localizzazione: ci sono circa 10 piccole aree in cui è endemica, tutte più o meno rurali, e che sono collegate fra loro esclusivamente per la presenza della malattia.

## Eziologia
L'eziologia della nefropatia balcanica è attualmente ignota. Recentemente è stato ipotizzato che l'esposizione cronica all'acido aristolochico nella dieta sia un fattore di rischio importante. Questa sostanza potrebbe provenire da una pianta, Aristolochia clematitis, nativa delle regioni endemiche, i cui semi sono mischiati alla farina per fare il pane.   Questa teoria è stata ulteriormente supportata dalle ricerche di Arthur P. Grollman, direttore dello Stony Brook University's chemical biology lab di New York, e Bojan Jelaković, professore associato alla scuola di medicina dell'università di Zagabria.

## Segni e sintomi
La malattia colpisce principalmente persone di età compresa tra 30 e 60 anni. Le persone che si spostano in aree endemiche non sviluppano la condizione fino a quando non vivono lì per 15 anni.
Può causare insufficienza renale (insufficienza renale cronica ) costringendo un paziente ad iniziare la dialisi o ricevere un trapianto di rene. Nelle aree endemiche la NEB è responsabile fino al 70% dell'insufficienza renale cronica. Almeno 25 000 individui sono noti per questa malattia.
I sintomi comprendono debolezza, un basso numero di globuli rossi nel sangue (anemia) e uno scolorimento della pelle ramata.
Una scoperta successiva, di solito dopo l'insufficienza renale, è l'urotelioma. Mentre la maggior parte del carcinoma uroteliale è nella vescica, la NEB incide sull'aumento della frequenza del tratto superiore (pelvi renale e ureteri) di questo tumore.

## Storia
La prima descrizione ufficiale pubblicata della malattia fu fatta dal nefrologo bulgaro Dr.Yoto Tanchev (1917–2000) e dal suo team nel 1956 nel Bulgarian Journal Savremenna Medizina. Il loro studio si basava su una vasta selezione di abitanti dei villaggi intorno alla città di Vraca, in Bulgaria. Il loro contributo alla comprensione di questa insolita malattia endemica dei reni è stata la loro descrizione di sintomi che non erano tipici comuni della nefrite cronica, cioè incidenza solo negli adulti (nessun bambino affetto), assenza di ipertensione, xantocromia di palmo delle mani e delle suole (Segno di Tanchev), anemia ipocromica precoce, assenza di proteinuria e lenta progressione dell'insufficienza renale.
Una caratteristica sorprendente della malattia è la sua presenza molto localizzata. Esistono circa dieci piccole aree in cui si verifica, tutte più o meno rurali, ma nulla sembra collegare queste aree diverse a una comune eziologia. Tanchev e colleghi hanno suggerito un'intossicazione da metalli pesanti, perché i villaggi colpiti venivano riforniti di acqua proveniente dalla vicina montagna Vratsa, una montagna di tipo carsico.
La malattia era originariamente chiamata "nefrite di Vratsa" e divenne nota come "nefropatia endemica dei Balcani" in seguito, dopo che anche le persone che vivevano in Jugoslavia e in Romania ne soffrivano. In Bulgaria e nei paesi vicini, la condizione è nota come "Nefropatia di Tanchev", in omaggio al lavoro del Dr. Tanchev.